# Мураљије (Терамо)
Мураљије (итал. Muraglie) је насеље у Италији у округу Терамо, региону Абруцо.
Према процени из 2011. у насељу је живело 22 становника. Насеље се налази на надморској висини од 485 м.